# 莫策尔
莫策尔（荷蘭語：Mortsel，發音：[ˈmɔrtsəl]）是比利时弗拉芒大區安特衛普省安特衛普區的一座城市，通行荷蘭語，是弗拉芒社群的一部分，面积7.78平方千米，人口26,157人（2020年1月1日）。